# عیسی میر
عیسی میر (انگلیسی: Eissa Meer) (زاده ۱۶ ژوئیه ۱۹۶۷) بازیکن سابق فوتبال اهل امارات متحده عربی است.
وی عضو تیم ملی فوتبال امارات متحده عربی در جام جهانی فوتبال ۱۹۹۰ بوده است.